# Viktoria-Quartier
Das Viktoria-Quartier ist ein Wohn- und Gewerbeviertel im Berliner Ortsteil Kreuzberg (Bezirk Friedrichshain-Kreuzberg) in unmittelbarer Nähe des Viktoriaparks.

## Baubeschreibung
Das weitgehend aus Klinkersteinen errichtete Bauensemble ist in der Fassadengestaltung an zeitgenössische Vorstellungen von mittelalterlichen Burgen angelehnt. Zahlreiche Türmchen schmücken die Gebäude. Die Fenster und Türen sind in der Regel mit Rundbögen ausgestattet. Das gesamte Firmen- und Freizeitgelände gliedert sich in zahlreiche spezifisch genutzte Gebäude, beispielsweise Schmieden, Werkstätten, Ställe, Veranstaltungssäle, Brauereigebäude und Keller. Eine Mauer friedet das gesamte Gelände ein.
Die Sanierung und Umnutzung von 1999 an führte zu vielfältigen Änderungen der Bausubstanz, insbesondere am ehemaligen Kesselhaus. Neben der Errichtung von Neubauten wurde unter anderem das Kesselhaus um bis zu zwei Geschosse aufgestockt. Die Fassade blieb weitgehend erhalten, wenn auch an verschiedenen Stellen neue Fenster gebrochen und Loggien installiert wurden. Im Inneren entstanden mehrere Treppenhäuser, Aufzüge und Laubengänge. Der Einbau von Zwischenwänden und technischer Ausstattung war für die Umwandlung zu Wohnungen ebenfalls nötig, zum Teil auch das Einziehen neuer Geschossdecken aus Stahlbeton und das Verstärken historischer Pfeiler durch moderne Materialien. Das architektonische Konzept sah vor, neue Einbauten deutlich als solche erkennbar zu machen, um eine Unterscheidung zur historischen Substanz augenfällig zu machen.

## Geschichte

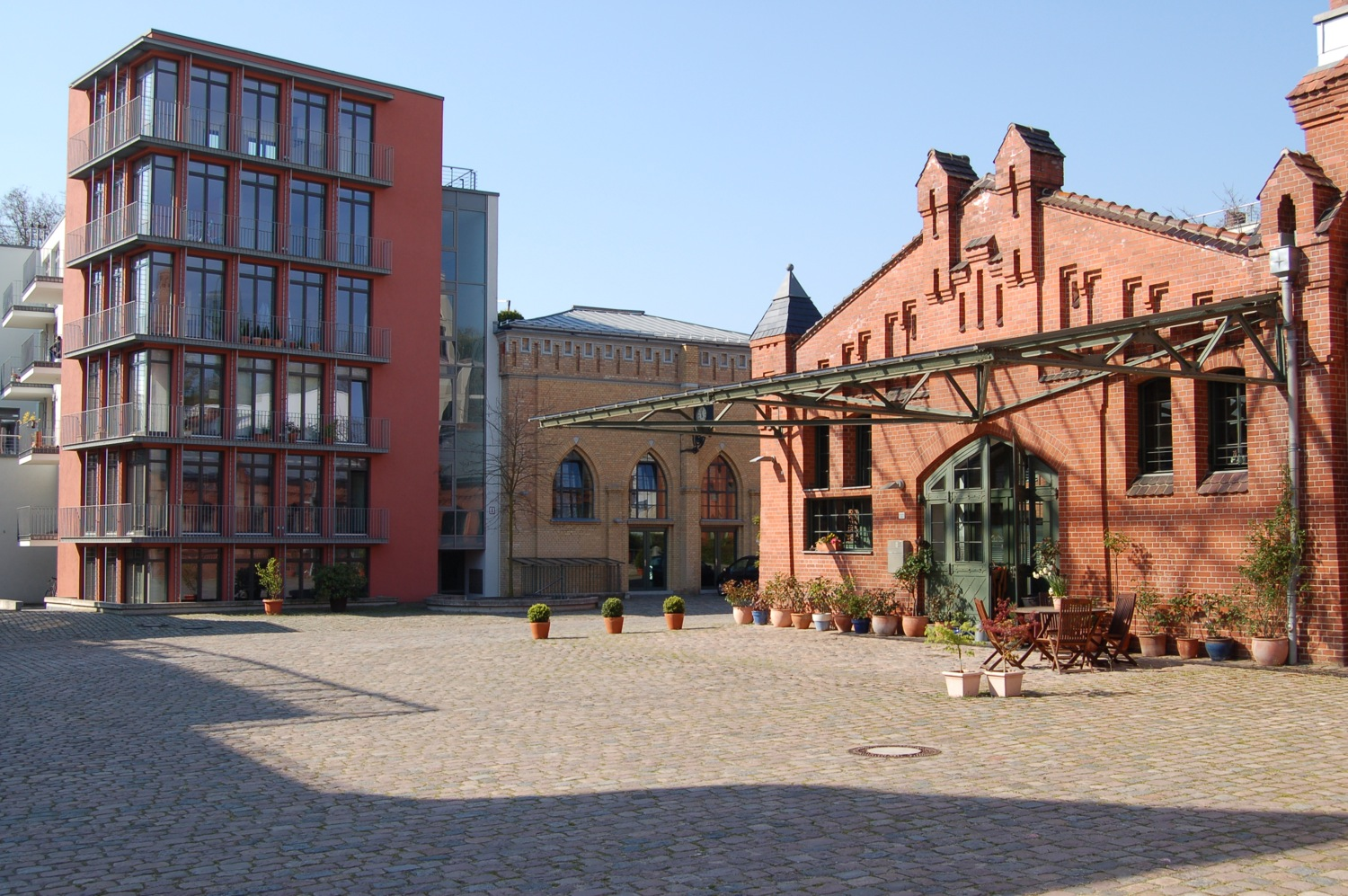
Schmiedehof

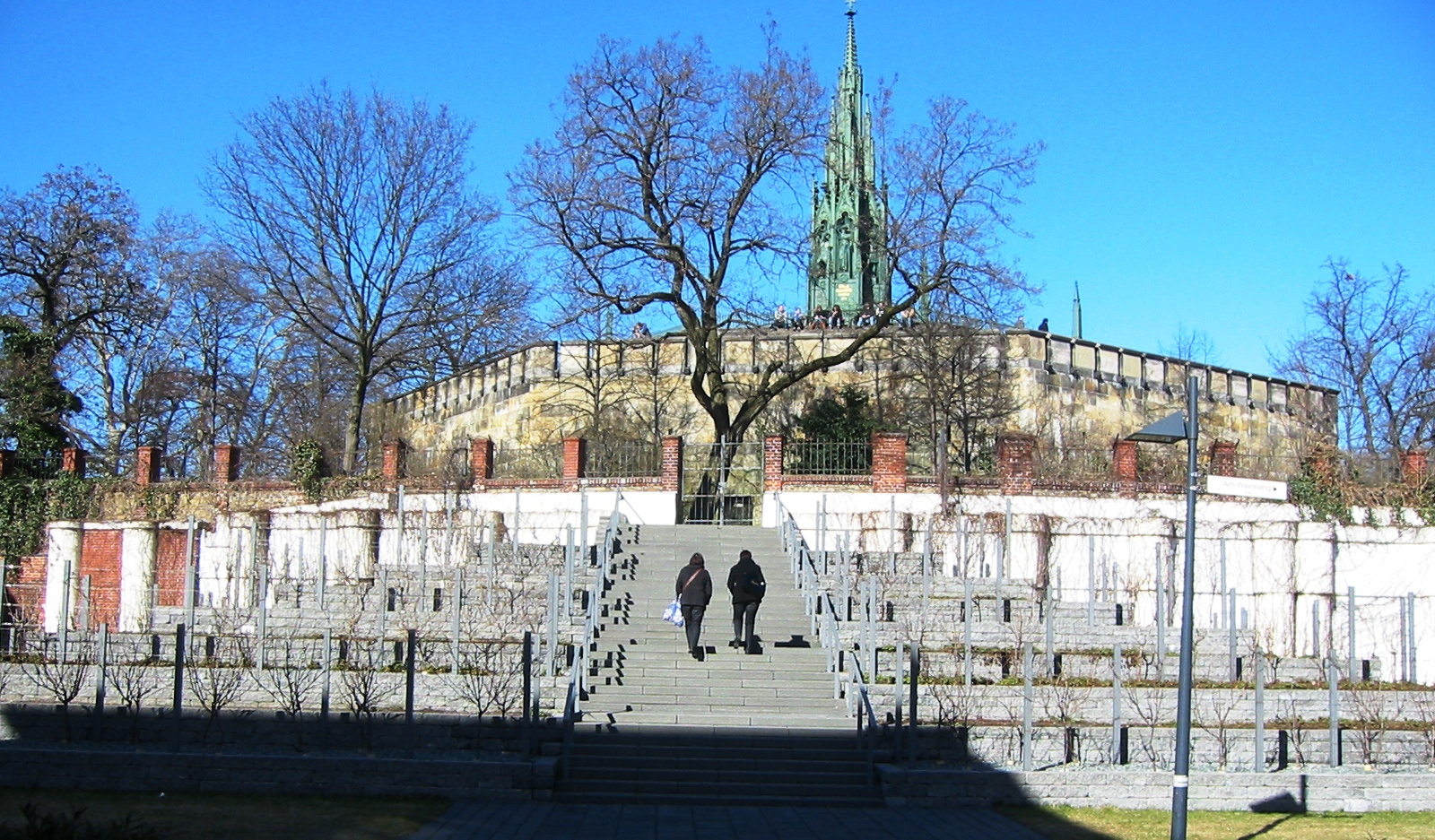
Weinberg unterhalb des Nationaldenkmals für die Befreiungskriege

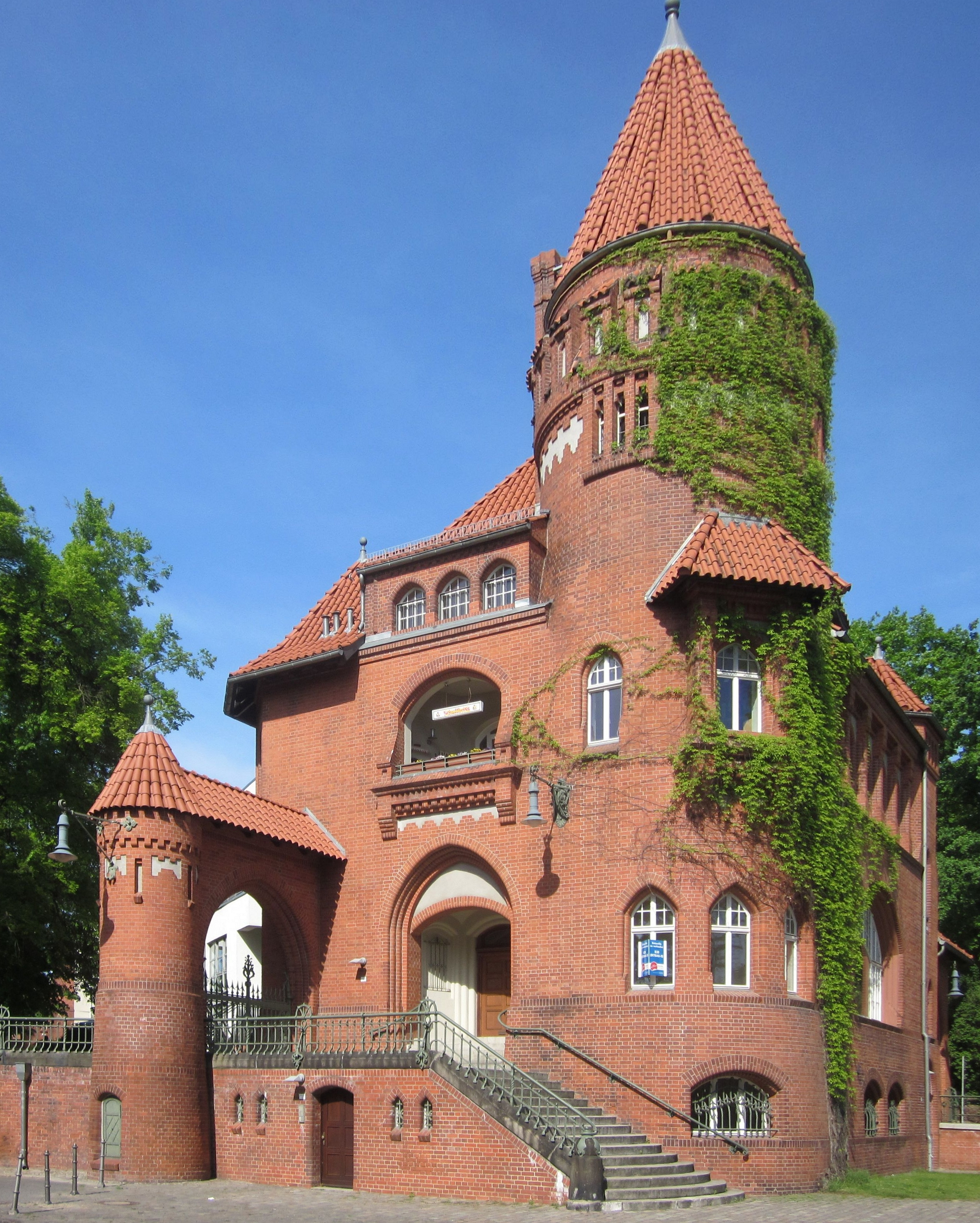
Die nach Hans Sixtus benannte Sixtus-Villa

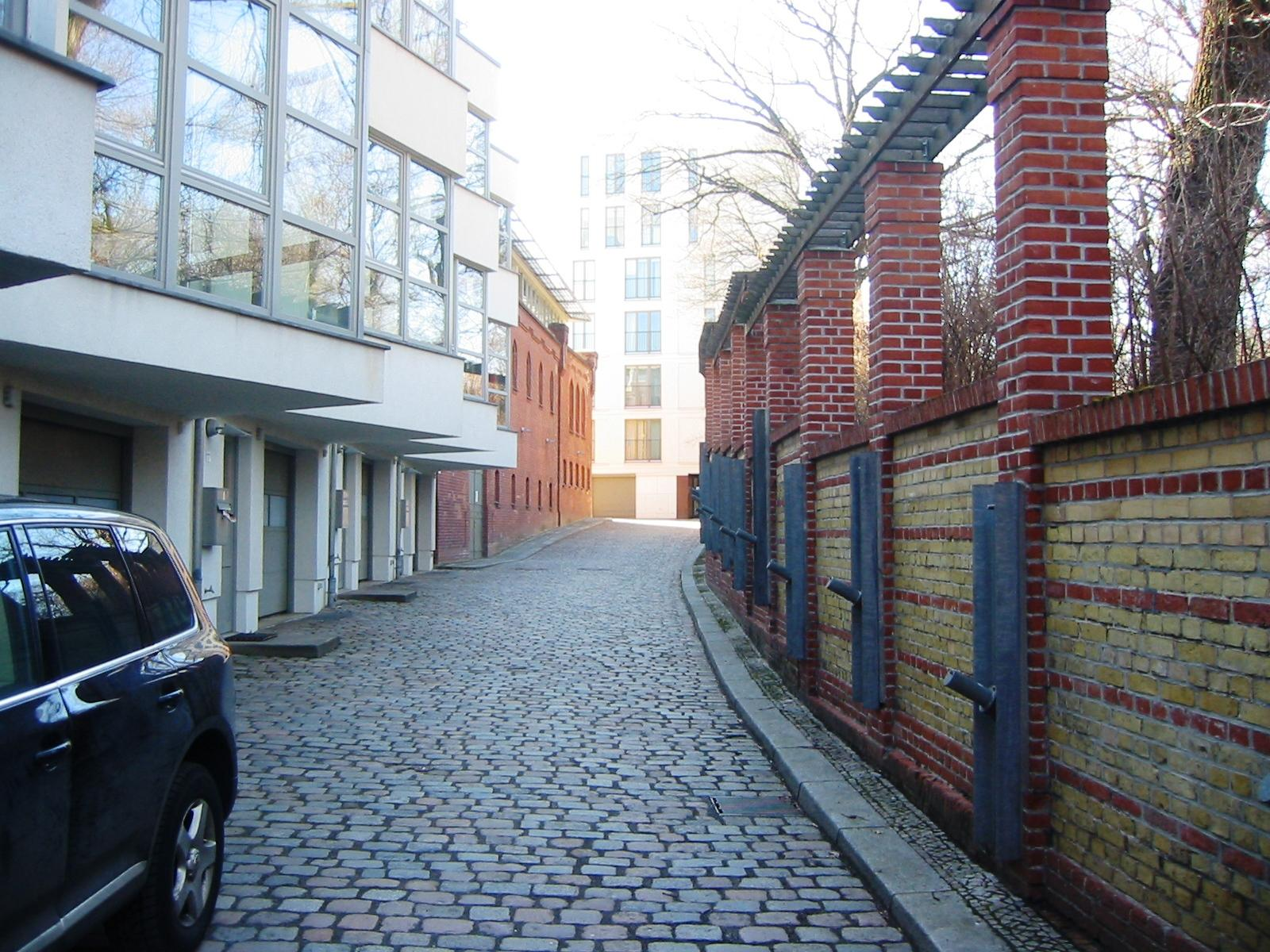
Sixtusgarten am Rande des Viktoriaparks

Im Jahr 1829 eröffneten die Gebrüder Gericke am Südhang des Kreuzbergs einen großen Biergarten mit einer Kreisfahrbahn, den sie nach dem Pariser Vorbild „Tivoli“ nannten. 1857 gründete sich die Berliner Brauerei-Gesellschaft Tivoli, die an diesem Standort Bier braute. Zwischen 1862 und 1873 entstanden dann umfangreiche Brauereigebäude einschließlich des Gotischen Saals und des großen Saalgebäudes, dem damals größten Veranstaltungsraum im Umfeld Berlins. Die Räumlichkeiten wurden auch für politische Versammlungen genutzt: 1877 feierte die SPD hier ihren ersten Wahlerfolg und 1892 beschloss die Deutschkonservative Partei hier ihr antisemitisches Programm, das sogenannte „Tivoli-Programm“.
Die Schultheiss-Brauerei übernahm 1891 die Tivoli-Brauerei und erweiterte das Gelände. In dieser Zeit entstand unter anderem das Schankgebäude an der Methfesselstraße und die Sixtus-Villa. Während des Zweiten Weltkriegs erlitt die Anlage erhebliche Schäden, die in den folgenden Jahrzehnten nur teilweise ausgebessert wurden.
Die Schultheiss-Brauerei gab 1993 das Gelände zugunsten eines anderen Standortes im Ostteil Berlins auf. Zu diesem Zeitpunkt befanden sich die meisten Gebäude in einem schlechten Bauzustand. 1994 erwarben die Deutsche Grundbesitz Management GmbH (Tochtergesellschaft der Deutschen Bank) und Viterra die Immobilie für umgerechnet rund 15,3 Millionen Euro. Bei einem folgenden städtebaulichen Wettbewerb siegte der Plan des kalifornischen Architekten Frederick Fisher, die 18 noch vorhandenen Gebäude, darunter auch rund 15.000 m² Kellerfläche, zu sanieren und durch Neubauten zu ergänzen. Ziel war eine Mischnutzung mit Wohnen, Kultur und Gewerbe.
Am 24. Juni 1999 wurde der Grundstein für das Viktoria-Quartier gelegt. Die Gesamtinvestition wurde damals auf 300 Millionen Mark geschätzt (kaufkraftbereinigt in heutiger Währung: rund 245,4 Millionen Euro). In den folgenden Jahren entstanden in Teilen der historischen Gebäude und in Neubauten vielfältige Einheiten für verschiedene Nutzungen: Wohnungen, Penthouses, Lofts, Büros und Ateliers. Das Quartier Schmiedehof wurde 2001 fertiggestellt. Dabei handelte es sich im Wesentlichen um die Umnutzung des Schmiedehof-Gebäudes, die Errichtung von drei Neubauten und einer Tiefgarage mit 600 Stellplätzen. 2001 begann der zweite Bauabschnitt, das Park Quartier. Im Frühjahr 2001 erfolgte der vorübergehende Baustopp wegen der Insolvenz der Investoren und ein (teilweise erzwungener) Auszug der Mieter. Gründe für die Insolvenz waren der unerwartet große Umfang des Projekts, nicht eingeplante Mehrkosten für die Erschließung und Probleme beim Erlösen der eingeplanten Verkaufspreise für die Immobilien. Dadurch, aber auch wegen der Feuchtigkeit in den dafür vorgesehenen Kellerräumen, platzte auch die Ansiedlung der Berlinischen Galerie an diesen Standort, die als Ankernutzer vorgesehen war und durch mehrere kleinere Galerien ergänzt werden sollte. 2002 erwarb die Berliner Niederlassung des Münchener Baukonzerns Baywobau das Anwesen aus der Insolvenzmasse. Die Wiederaufnahme der Bauarbeiten erfolgte allerdings erst im Herbst 2004, da zwei zunächst beteiligte Co-Investoren ihre Geldzusagen zurückgezogen hatten und die Erschließung durch bereits erfolgte Bauarbeiten und die bereits erfolgte weitgehende Freilegung der Bierkeller schwierig war. Im Rahmen dieser Bauarbeiten wurden die bestehenden Gebäude zunächst durch das Park Quartier ergänzt. Rund um einen Weinberg entstanden Stadthäuser und Wohnungen.
Von Mitte 2008 bis Anfang 2012 erfolgte mit dem Bau des Quartiers Brauhofgarten, das an das Willy-Kressmann-Stadion grenzt, der dritte Bauabschnitt mit 145 Wohnungen. In unmittelbarer Nähe zu den Gebäuden der ehemaligen Brauerei wurden Eigentumswohnungen nach Plänen des Berliner Architekten Stephan Höhne erstellt. Die Planung der Außenanlagen verantwortet die Gartenlandschafts-Architektin Regina Poly. Ab 2011 erfolgte zudem der Bau des Tivoli Karree. Zudem erfolgen seit Mai 2011 die umfangreichen Sanierungsarbeiten an den bestehenden historischen Gebäuden, die nun unter den Titeln Central Park Living und KesselhausQuartier firmieren. Central Park entstand in Kooperation mit der GrundStein Bauträgergesellschaft für Altbausanierung mbH, das Kesselhaus-Quartier bis 2013 mit der Prinz von Preussen Grundbesitz AG. Die Bauarbeiten wurden 2016 abgeschlossen.
Entgegen den ursprünglichen Plänen wurde die kulturelle Nutzung kaum umgesetzt und der Anteil der Wohnungen wesentlich erhöht, die vor allem als Eigentumswohnungen vermarktet wurden. Sie prägen heute, zusammen mit kleineren Gewerbe- und Büroflächen den Charakter des Anwesens. Insgesamt wurden 515 Wohnungen durch Umnutzung und in neuen Gebäuden errichtet. Die Wohn- und Gewerbefläche beträgt insgesamt rund 5,5 Hektar. Die Gesamtinvestitionen über die rund 15-jährigen Bauarbeiten werden auf 140 Millionen Euro geschätzt.
Das Areal ist in der Denkmalliste des Landes Berlin eingetragen und im Inneren autofrei.